# João Carlos Reis Graça
João Carlos Reis Graça, meglio noto come Joãozinho (Lisbona, 2 luglio 1989), è un calciatore portoghese, difensore dell'Oriental Lisbona.

## Carriera

### Club
La sua carriera da calciatore professionista inizia nel 2011 quando si trasferisce in prestito dal Mafra al Beira-Mar, per disputare la Primeira Liga con la maglia dei auri-negros.
Il 21 gennaio 2013 si trasferisce allo Sporting Lisbona in prestito dal Beira-Mar.
Il 22 luglio 2014 si trasferisce allo Sheriff Tiraspol in prestito dal Braga per una stagione.

## Statistiche

### Presenze e reti nei club
Statistiche aggiornate al 21 gennaio 2012.
| Stagione        | Squadra          | Campionato      | Campionato | Campionato | Coppe nazionali | Coppe nazionali | Coppe nazionali | Coppe continentali | Coppe continentali | Coppe continentali | Altre coppe | Altre coppe | Altre coppe | Totale | Totale |
| Stagione        | Squadra          | Comp            | Pres       | Reti       | Comp            | Pres            | Reti            | Comp               | Pres               | Reti               | Comp        | Pres        | Reti        | Pres   | Reti   |
| --------------- | ---------------- | --------------- | ---------- | ---------- | --------------- | --------------- | --------------- | ------------------ | ------------------ | ------------------ | ----------- | ----------- | ----------- | ------ | ------ |
| 2011-2012       | Beira-Mar        | PL              | 26         | 0          | TdP             | 2               | 0               |                    |                    |                    |             |             |             | 28     | 0      |
| 2012-2013       | Beira-Mar        | PL              | 14         | 1          | TdP             | 0               | 0               |                    |                    |                    |             |             |             | 14     | 1      |
| gen.-giu. 2013  | Sporting Lisbona | PL              | 8          | 0          | TdP             | 0+              | 0               |                    |                    |                    |             |             |             | 8      | 0      |
| 2013-2014       | Braga            | PL              | 0          | 0          | TdP             | 0+              | 0               |                    |                    |                    |             |             |             | 0      | 0      |
| 2014-           | Sheriff Tiraspol | DN              | 0          | 0          | CM              | 0+              | 0               |                    |                    |                    |             |             |             | 0      | 0      |
| Totale carriera | Totale carriera  | Totale carriera | 48         | 1          |                 | 2+              | 0               |                    |                    |                    |             |             |             | 50     | 1      |

## Palmarès

### Club

#### Competizioni nazionali
- Campionato moldavo: 1

Sheriff Tiraspol: 2013-2014
- Supercoppa di Romania: 1

Astra Giurgiu: 2014
- Supercoppa di Cipro: 1

APOEL: 2019
- Segunda Liga: 1

Estoril Praia: 2020-2021